# Tratado de Valencia (1488)
El tratado de Valencia fue un tratado internacional firmado en marzo de 1488 en la ciudad de Valencia por el que los monarcas navarros, Catalina de Foix y Juan III de Albret, acuerdan con los Reyes Católicos, Fernando II de Aragón e Isabel I de Castilla, ceder la tutela del Reino de Navarra a fin de retirar las represalias impuestas por la corona de Castilla y abrir las fronteras al comercio.

## Contexto histórico
El temprano fallecimiento de Francisco Febo (1483) puso en el trono de Navarra a su hermana Catalina con apenas trece años. Esta minoría llevó a su madre Magdalena de Francia a continuar ejerciendo la regencia del reino navarro y los dominios dependientes del condado de Foix en medio de un contexto internacional complicado especialmente por las continuas injerencias de sus dos poderosos vecinos: Francia y España.
De inmediato el matrimonio de Catalina fue objeto de máximo interés en los tres reinos llegando a ser una cuestión exigente y delicada en extremo para el gobierno de la regente, Magdalena de Francia. Los Reyes Católicos buscaban el enlace entre el heredero de Castilla y Aragón, Juan, con Catalina. En plena campaña en Granada que asumió Fernando, Isabel se desplazó a Burgos, primero, a Santo Domingo de la Calzada y, finalmente, a Vitoria, después, para estar encima de las negociaciones. Por momentos parecía que Isabel la Católica, empleando varios medios, había logrado ganarse el apoyo de los navarros, tanto beamonteses como agramonteses.
Desde el trono francés tampoco se descuidaron y fueron tres sus candidatos: Carlos, conde de Angulema; el príncipe de Tarento, hijo de María de Foix y, por tanto, primo de Catalina; y finalmente, Juan de Albret, vizconde de Tartas, con apenas 7 años, al que Catalina le doblaba en edad. Para la princesa de Viana regente, Magdalena, y para Catalina misma suponía un obstáculo. En esta tesitura fallece Luis XI y el nuevo monarca, Carlos VIII, apenas tenía nueve años por lo que sus consejeros y regentes apremiaron a resolver el matrimonio ya con Juan de Albret como candidato. La cuestión debía ser dirimida en los Estados de Bearne, de Bigorra, Marsan y Gabardan, además de Foix, aparte de Navarra. Siendo todos esos dominios vasallos del trono francés, se impuso el heredero de Albret. 
Aunque las Cortes de Navarra no fueron consultadas, ya se habían adelantado en favor de la candidatura castellana. Sobre la decisión final «hay que decir que, tanto agramonteses como beaumonteses, a los que repugnaba el gobierno de un monarca francés» por lo que la elección supuso una decepción. Además, como apunta Lacarra: «La unión de los Estados de Albret a los de Foix no sólo no reforzaría el poder de sus reyes, sino que serviría para aumentar las diferencias ya existentes dentro de sus dominios, en cuyo conjunto la participación de Navarra quedaba reducida.» Aunque se había salvado la integridad territorial de sus estados, fue inevitable que desde el principio «la autoridad de los futuros reyes de Navarra quedara mediatizada por la de sus poderosos vecinos, los reyes de Francia y de España.»
Con este matrimonio realizado (Lescar, junio de 1484), los monarcas navarros, aún menores, seguían siendo tutelados por Magdalena, princesa de Viana y regente de Navarra. Sin embargo, esperando ganarse la simpatía beaumontesa nombró virrey de Navarra al padre del rey Juan, a Alain de Albret (1486). Boissonnade describía al virrey como «un gran señor egoísta y ambicioso, que, sin tener el título de regente, ejercía estas atribuciones en las tierras de la casa de Foix, y que aprovechó su influencia para emplear sus recursos en la satisfacción de sus intereses personales». Con estas premisas, Alain de Albret, siendo virrey de Navarra, se implica en cuestiones feudales totalmente «ajenos al interés estricto de Navarra: la sucesión de las casas de Foix y de Bretaña.»

## El tratado
Aunque para Navarra estas cuestiones están lejos de su atención, los Reyes Católicos «ven en la cuestión de Bretaña un medio de suscitar dificultades al rey de Francia, y entran en la coalición. La comunidad de intereses produce un acercamiento de Alain a la corte de los Reyes Católicos, y, en marzo de 1488, se presentó aquel inopinadamente en Valencia, donde estaban los reyes, para negociar una alianza.»

"Alam señor de Labrit conde de Dreux, de Gaura, de Pontievre y de Peyregorz, vizconde de Limoges e de Tartas e capdal de Buch e señor de Danuenas en Henaut.

Por cuanto la ilustre señora doña Madalena princesa de Viana e los muy ilustres señores don Juan e doña Catalina rey e reina de Navarra sus hijos, acatando el debdo que tienen con vos los muy altos e muy poderosos príncipes los señores rey don Fernando e reina doña Isabel, rey y reina de Castilla y Aragón, porque vuestras altezas los han recibido por vuestros amigos, aliados e confederados, vos han dado su escritura firmada de sus nombres e sellada con su sello por la cual entre otras cosas vos prometieron que del dicho reino de Navarra nin de su señorío de Bearne non será fecha guerra, mal ni daño nin otro desaguisado alguno en vuestros reinos e tierras e señoríos nin en vuestros vasallos, súbditos e naturales nin en sus bienes, antes serán todos bien tratados e vivirán en toda paz e sosiego, y así mismo non consentirán que gente alguna extranjera que non sean sus súbditos entren en el dicho reino de Navarra e señorío de Bearne, nin desde allí nin por allí sea fecha guerra, mal nin daño alguno a vuestros reinos e señoríos; e que si alguna gente extranjera quisiere entrar en el dicho reino de Navarra e señorío de Bearne lo defenderán con todo su poder, e si menester fuere para la defensa dello se juntarán con vuestras gentes e capitanes.

 Por ende, porque vuestras altezas sean ciertas e seguras que los dichos señores princesa e rey e reina de Navarra ternán e guardarán todo lo que así prometieron y se obligaron, por la presente seguro e prometo a vuestras altezas como caballero, que yo procuraré trabajar e faré que los dichos señores princesa, rey y reina de Navarra tengan e guarden e cumplan lo que así prometieron a vuestras altezas realmente e con efeto. E si, lo que Dios non quiera, contra ello o contra alguna cosa o parte dello fueren o pasaren e por parte de vuestras altezas fuere requerido, me juntaré con vuestras altezas e con vuestras gentes e capitanes yo e mis gentes contra ellos e contra las tales gentes extranjeras que en el dicho reino de Navarra e señorío de Bearne estuvieren, e non me apartaré de vos servir e ayudar en ello fasta que ellos hayan cumplido todo lo que así se obligaron como dicho es.

Lo cual todo prometo e seguro en la ciudad de Valencia a 21 días del mes de marzo del año de 1488."
Alain de Albret. Valencia, 21 de marzo de 1488

El acuerdo fue firmado el 21 de marzo de 1488.

"Yo Alam señor de Labrit etc. Acatando el amor e buena voluntad con que plugo a los muy altos e muy poderosos príncipes los señores rey don Fernando e reina doña Isabel, rey y reina de Castilla y Aragón de me tomar e recibir por su amigo e servidor, e me ayudaron e favorecieron en las cosas que les supliqué; e que a mi suplicación les plogo así mesmo tomar y recibir por sus amigos e aliados a la ilustre señora la princesa de Viana y a los ilustres señores don Juan e doña Catalina rey y reina de Navarra, e les mandaron restituir e tornar todo lo que después que reinaron les había seido tomado, por lo cual yo soy en gran obligación de servir a sus altezas allende de la voluntad y deseo que yo tenía a su servicio, y porque quiero que sus altezas sean dello muy ciertos, por la presente seguro y prometo y doy mi fe como caballero de servir e ayudar a sus altezas bien y verdaderamente con todas mis fuerzas y poder, tierras y señoríos que agora tengo y toviere de aquí adelante en todas las cosas que su servicio sean, y contra todas y cualesquier personas de cualquier dignidad que sean, excepto la persona del señor rey de Francia contra el cual yo non sea obligado de ayudar a sus altezas.

 Pero en el caso de los condados de Rosellón yo trabajaré con todas mis fuerzas e poder como haya efeto e se cumpla lo que el rey Luis dispuso al tiempo de su fin cerca de la restitución que a sus altezas se había de facer de los dichos condados, lo cual todo faré e cumpliré a buena fe sin mal engaño, sin fraude nin cautela alguna. Por seguridad de lo cual di a sus altezas esta escritura firmada de mi nombre e sellada con el sello de mis armas.

 Fecha a 21 días de marzo del año de 1488."
Alain de Albret.

Como resultado de este encuentro se negoció la devolución de Viana, recibiendo Juan de Ribera instrucciones «de favorecer y ayudar las cosas de los reyes de Navarra y de la princesa de Viana "como propias", y de hacer "por ellos y por su reyno y súbditos todo lo que en él fuere"» como acercarse hasta Roncesvalles y asegurar el paso en beneficio de los reyes de Navarra, así como asegurar la obediencia a los mismos de las plazas de Pamplona y Tudela. Sin embargo, los reyes navarros no se deciden a presentarse aún en el reino pero, en cambio, se acercan a San Juan de Pie de Puerto a mediados de junio. Ante ello, los Reyes Católicos instruyen al capitán general Juan de Ribera para que esté atento para acudir con las 400 lanzas que tiene a requerimiento de los reyes de Navarra en caso de que el señor de Narbona entrase en el reino y que, si fuera preciso más ayuda, tome los contingentes de Guipúzcoa, Álava y Vizcaya en caso de necesidad.